# Paweł Jaroszyński
Paweł Jaroszyński (Lublin, 2 de octubre de 1994) es un futbolista polaco que juega de defensa en la U. S. Salernitana 1919 de la Serie B.

## Clubes
| Club                            | País    | Año       |
| ------------------------------- | ------- | --------- |
| KS Cracovia                     | Polonia | 2013-2017 |
| A. C. ChievoVerona              | Italia  | 2017-2019 |
| Genoa C. F. C.                  | Italia  | 2019-     |
| U. S. Salernitana 1919 (cedido) | Italia  | 2019-2020 |
| Delfino Pescara 1936 (cedido)   | Italia  | 2020-2021 |
| U. S. Salernitana 1919 (cedido) | Italia  | 2021-2022 |
| U. S. Salernitana 1919          | Italia  | 2022-2023 |
| KS Cracovia (cedido)            | Polonia | 2022-2023 |
| KS Cracovia                     | Polonia | 2023-2024 |
| U. S. Salernitana 1919          | Italia  | 2024-     |